# Ugovor o posredovanju
Ugovor o posredovanju jeste vrsta ugovora između nalogodavca i posrednika kojim se posrednik obavezuje da nadje i dovede u vezu sa nalogodavcem lice radi pregovora o zaključenju određenog ugovora. Ugovor nalogodavca obavezuje da posredniku isplati određenu naknadu za njegove usluge posredovanja ukoliko ugovor bude bio zaključen.
Forma može biti različita od slučaja do slučaja u zavisnosti ko je posrednik, ali najčešće ima opšti oblik pa se popunjavanjem obrasca definišu ugovorne strane i posebni uslovi ako ih ima.
Posrednik može biti banka, turistička agencija ali i druge finansijske institucije. Ukoliko posrednik ostane bez nadoknade koja je definisana u ugovoru i ako njegovo nastojanje da dobije nadoknadu ostane bez rezultata, može da se posluži ugovorom o delu ako želi da tuži nalogodavca.
Međutim posrednik nema pravo i ne može obavljati poslove za nalogodavca koji su definisani u ugovoru zaključenim između ta dva lica bez postojanja pismenog punomoćja. Ako dođe do takvih ili sličnih situacija, nalogodavac ima pravo na poništenje naloga za posredovanje kad god on hoće. Izuzetak za njegovo pravo opozivanja je ukoliko se toga nije odrekao i pod uslovom da pozivanje nije protivno savesnosti.
Iako posrednik pronađe treće lice koje potencijalno može zaključiti ugovor o saradnji sa nalogodavcem, nalogodavac ne mora to uraditi ako nije zadovoljan uslovima ili eventualno ima valjan razlog za nesklapanje saradnje, ali će odgovarati za štetu ako je postupio protivno savesnosti.

### Obaveze posrednika
U obaveze posrednika spada pre svega traženje treće lice koje bi moglo zaključiti ugovor sa nalogodavcem. On to mora raditi sa pažnjom dobrog privrednika i ukazati na nju nalogodavcu. To znači da mora da deluje savesno i u interesu nalogodavca. Posrednik je dužan posredovati u pregovorima i nastojati da dođe do zaključenja ugovora ako se na to posebno obavezao. Ukoliko se ne sklopi ugovor on ne snosi posledice, s’ obzirom da je nastojao da dođe do zaključenja ugovora.
Bitno je da posrednik obaveštava nalogodavca o svim relevantnim informacijama koje su od značaja za nameravani posao. 
Posrednik može odgovarati za štetu koju bi pretrpela jedna ili druga strana između kojih je posredovao u određenim situacijama. Takve situacija su česte, neke od njih su:
- Ukoliko posreduje za poslovno nesposobno lice što možemo proveriti na sajtu Agencije za privredne registre;[2]
- Ukoliko posreduje za lice koje ne može ispuniti obaveze iz ugovora;
- Ukoliko bez dozvole nalogodavca obavesti treće lice o sadržini naloga, o pregovorima ili o uslovima zaključenog ugovora tj ako dođe do otkrivanja poslovne tajne[3]
- Uopšte za svaku štetu koja je nastala njegovom krivicom.

Bitna dokumenta za posrednika su posrednički dnevnik i posrednički list Posrednički dnevnik sadrži sve bitne podatke o ugovoru koji je zaključen njegovim posredovanjem. Posrednički list je izvod iz posredničkog dnevnika potpisan od strane posrednika.

## Obaveze nalogodavca
Među glavnim obavezama nalogodavca je naknada koju mora da isplati posredniku i kada nije ugovorena. Visinu naknade će odrediti sud prema posrednikovom trudu i učinjenoj usluzi ukoliko ona nije određena nekim dokumentom. Sud može sniziti naknadu posrednika na zahtev nalogodavca ukoliko je visoka s’ obzirom na rad i trud. To se jedino ne može učiniti ako je ista isplaćena posredniku posle zaključenja ugovora za koji je on posredovao.
Posrednik stiče pravo na naknadu kada dođe do zaključenja ugovora za koji je posredovao osim ako nije drugačije ugovoreno. Ako dati ugovor sadrži određene uslove, posrednik stiče pravo na naknadu tek kad se ostvare dati uslovi. Ukoliko je jedan od ulova raskidni (što znači da može doći do poništenja ugovora), to nema uticaja na posrednikovo pravo na naknadu. Ako posrednik pak zaključi ugovor, a isti nije važeći zbog određenih okolnosti, ima pravo na naknadu ako mu te okolnosti nisu poznate.
Ukoliko posrednik mora da putuje radi sklapanja nekog ugovora, pritom nastanu troškovi kao što su gorivo, hotelske usluge, usluge štampanja itd, on nema pravo za naknadu istih osim ukoliko to nije sadržano u ugovoru sa nalogodavcem. Ako je tako ugovoreno, onda će imati pravo na naknadu troškova u slučaju da ne sklopi ugovor.
Ako posrednika kontaktiraju dve strane koje žele međusobno da posluju, on može zahtevati od svake strane samo polovinu posredničke naknade i naknadu polovine troškova ako je naknada troškova ugovorena. Naravno, podrazumeva se da će on raditi svoj posao sa pažnjom dobrog privrednika.
Postoje razni slučajevi u praksi kada posrednik prekrši ugovor ili ne zastupa interese svog nalogodavca tako što radi za drugu stranu, pa gubi pravo na posredničku naknadu i na naknadu troškova.

## Sposobnost ugovaranja
Lica koja su ugovorne strane moraju obratiti pažnju na sposobnost ugovaranja. U vezi s' tim sposobnost ugovaranja treba posmatrati kao poslovnu sposobnost koja se zahteva za konkretnu vrstu ugovora (u ovom slučaju ugovora o posredovanju). U tom smislu postoje:
- Potpuna sposobnost ugovaranja;
- Potpuna nesposobnost ugovaranja;
- Delimična nesposobnost ugovaranja.

### Potpuna sposobnost ugovaranja
Potpuna sposobnost ugovaranja se stiče punoletstvom (u našem Zakonu sa navršetkom osamnaest godina). U ovom slučaju postoje dva izuzetka a to su:
- Potpunu sposobnost lice može steći sklapanjem braka pre punoletstva uz dozvolu suda;
- Ako maloletno lice postane roditelj smatra se da je dostiglo duševnu i telesnu zrelost potrebnu za staranje o sopstvenoj ličnosti, pravima, interesima te je potpuno sposobno.

### Potpuna nesposobnost ugovaranja
Potpuna nesposobnost ugovaranja znači nema pravnorelevantnu volju bilo kog ugovora. Samim tim potpuna nesposobnost sprečava nastanak ugovora. Primeri: lica do sedme godine, mlađi maloletnici (lica od sedam do četrnaest godina), čak i punoletna lica sa smetnjama u razvoju ( što smanjuje njihovu sposobnost normalnog rasuđivanja).

### Delimična nesposobnost ugovaranja
Za razliku od potpune nesposobnosti, ne sprečava nastanak ugovora već otvara pitanje njegovog opstanka. Delimična nesposobnost ugovora se vezuje za saglasnost zakonom ovlašćenog lica. Primer za to je da stariji maloletnici ( lica između četrnaest i osamnaest godina) mogu zaključivati ugovore ali uz saglasnost roditelja.

## Spoljašnje veze
- Tržište Srbije
- BG Centar
- Agencija za privredne registre
- Intelektualne usluge i trgovina
- Narodna biblioteka Srbije